# 3. ŽNL Osječko-baranjska NS Osijek 2013./14.
Prvenstvo se igralo trokružno. Ligu je osvojio NK Erdut i time se kvalificirao u 2. ŽNL Osječko-baranjsku NS Osijek.
Početkom sezone od natjecanja su odustali NK Palača i NK LIV Vladislavci nakon 7, odnosno 10 kola, te je inicijalno bilo planirano da se rezultati njihovih utakmica obrišu iz evidencije, međutim tijekom sezone odlučeno je da se i ove utakmice uzmu u obzir prilikom kreiranja tablice.

## Tablica
| Mj. | Klub                     | Sus. | Pobj. | Ner. | Por. | GR.   | Bod. |
| --- | ------------------------ | ---- | ----- | ---- | ---- | ----- | ---- |
| 1.  | NK Erdut                 | 19   | 14    | 1    | 4    | 46:18 | 43   |
| 2.  | NK Laslovo '91           | 19   | 12    | 4    | 3    | 53:27 | 40   |
| 3.  | NK Radnički Dalj         | 19   | 12    | 2    | 5    | 60:24 | 38   |
| 4.  | NK Goleo Dopsin          | 18   | 5     | 2    | 11   | 28:44 | 17   |
| 5.  | NK Gibarac '95 Čokadinci | 18   | 5     | 1    | 12   | 20:39 | 16   |
| 6.  | NK LIV Vladislavci ↓1    | 9    | 1     | 0    | 8    | 6:47  | 3    |
| 7.  | NK Palača ↓2             | 6    | 0     | 0    | 6    | 5:19  | 0    |

## Rezultati
| slobodan: NK LIV Vladislavci NK Erdut - NK Gibarac '95 Čokadinci 2:0 NK Laslovo '91 - NK Radnički Dalj 4:0 NK Palača - NK Goleo Dopsin 1:2 | slobodan: NK Goleo Dopsin NK LIV Vladislavci - NK Erdut 1:8 NK Radnički Dalj - NK Palača 4:2 NK Gibarac '95 Čokadinci - NK Laslovo '91 0:3 | slobodan: NK Erdut NK Laslovo '91 - NK LIV Vladislavci 7:1 NK Palača - NK Gibarac '95 Čokadinci 0:1 NK Goleo Dopsin - NK Radnički Dalj 3:1 |
| slobodan: NK Radnički Dalj NK LIV Vladislavci - NK Palača 2:1 NK Gibarac '95 Čokadinci - NK Goleo Dopsin 1:2 NK Erdut - NK Laslovo '91 2:3 | slobodan: NK Laslovo '91 NK Goleo Dopsin - NK LIV Vladislavci 8:0 NK Palača - NK Erdut 0:7 NK Radnički Dalj - NK Gibarac '95 Čokadinci 7:0 | slobodan: NK Gibarac '95 Čokadinci NK LIV Vladislavci - NK Radnički Dalj 0:4 NK Erdut - NK Goleo Dopsin 3:0 NK Laslovo '91 - NK Palača 3:1 |
| slobodan: NK Palača NK Gibarac '95 Čokadinci - NK LIV Vladislavci 4:2 NK Goleo Dopsin - NK Laslovo '91 3:0 NK Radnički Dalj - NK Erdut 0:2 | NK LIV Vladislavci - NK Radnički Dalj 0:9 NK Erdut - NK Goleo Dopsin 1:0 NK Gibarac '95 Čokadinci - NK Laslovo '91 1:1                     | NK Laslovo '91 - NK LIV Vladislavci 3:0 NK Goleo Dopsin - NK Radnički Dalj 1:1 NK Erdut - NK Gibarac '95 Čokadinci 1:0                     |
| NK LIV Vladislavci - NK Erdut 0:3 NK Gibarac '95 Čokadinci - NK Goleo Dopsin 2:0 NK Radnički Dalj - NK Laslovo '91 6:1                     | slobodan: NK Gibarac '95 Čokadinci NK Goleo Dopsin - NK Laslovo '91 1:1 NK Erdut - NK Radnički Dalj 0:3                                    | slobodan: NK Goleo Dopsin NK Radnički Dalj - NK Gibarac '95 Čokadinci 2:0 NK Laslovo '91 - NK Erdut 1:1                                    |
| slobodan: NK Radnički Dalj NK Goleo Dopsin - NK Erdut 0:1 NK Laslovo '91 - NK Gibarac '95 Čokadinci 4:0                                    | slobodan: NK Laslovo '91 NK Radnički Dalj - NK Goleo Dopsin 6:1 NK Gibarac '95 Čokadinci - NK Erdut 1:2                                    | slobodan: NK Erdut NK Goleo Dopsin - NK Gibarac '95 Čokadinci 1:3 NK Laslovo '91 - NK Radnički Dalj 2:0                                    |
| slobodan: NK Gibarac '95 Čokadinci NK Laslovo '91 - NK Goleo Dopsin 7:1 NK Radnički Dalj - NK Erdut 1:2                                    | slobodan: NK Goleo Dopsin NK Gibarac '95 Čokadinci - NK Radnički Dalj 2:3 NK Erdut - NK Laslovo '91 3:0                                    | slobodan: NK Radnički Dalj NK Erdut - NK Goleo Dopsin 6:1 NK Gibarac '95 Čokadinci - NK Laslovo '91 2:3                                    |
| slobodan: NK Laslovo '91 NK Goleo Dopsin - NK Radnički Dalj 1:3 NK Erdut - NK Gibarac '95 Čokadinci 2:0                                    | slobodan: NK Erdut NK Gibarac '95 Čokadinci - NK Goleo Dopsin 3:1 NK Radnički Dalj - NK Laslovo '91 3:3                                    | slobodan: NK Gibarac '95 Čokadinci NK Goleo Dopsin - NK Laslovo '91 2:4 NK Erdut - NK Radnički Dalj 0:4                                    |
| slobodan: NK Goleo Dopsin NK Radnički Dalj - NK Gibarac '95 Čokadinci 3:0 NK Laslovo '91 - NK Erdut 3:0                                    | | |